# Life Without Buildings
Life Without Buildings was een Schotse rockband uit Glasgow. De band werd opgericht in 1999. In 2001 brachten ze hun enige studioalbum uit, Any Other City. Een jaar later werd de band opgeheven.

## Geschiedenis
De band werd opgericht in de zomer van 1999 door gitarist Robert Johnston, bassist Chris Evans en drummer Will Bradley. In eerste instantie werd er geflirt met techno. Het trio overwoog digitale instrumenten te gebruiken maar kwam al gauw tot de conclusie dat "live-instrumenten" hen sneller bij het gevoel brachten dat ze zochten. Het trio ontmoette kunstschilder Sue Tompkins toen ze in Glasgow een exhibitie bijwoonden waar Tompkins op dat moment een spoken word-voordracht hield. Ze waren daar zo van onder de indruk dat Tompkins prompt werd uitgenodigd voor een repetitie. Een van de eerste nummers die geschreven werden was 'The Leanover'. Dit zou hun meest gewaardeerde en invloedrijkste nummer blijken.
Alle bandleden waren oud-studenten van de Glasgow School of Art, maar alleen Johnston was afkomstig uit Schotland. De band is vernoemd naar 'Life Without Buildings', de B-kant van de single The Art of Parties van de Engelse new-waveband Japan.
In februari 2001 verscheen hun debuutalbum Any Other City, in een periode waarin indierock zijn hoogtepunt bereikte. Diezelfde maand werd de band geboekt om een show te spelen met de indierockband The Strokes die op het punt stonden om hun debuutalbum Is This It uit te brengen. De bandleden voelden zich hier ongemakkelijk bij omdat zij een ander muzikaal pad bewandelden. Volgens geruchten uit die tijd zou Life Without Buildings een kleinere rol spelen tijdens de show vanwege het succes van The Strokes. De bandleden ontkenden dit en stelden dat er sprake was van een boekingsfout.
In 2002 werd de band opgeheven omdat Tompkins zich terugtrok om zich te focussen op beeldende kunst. Geen van de bandleden had het succes aan zien komen. Ze konden er niet goed mee omgaan en maakten keuzes gebaseerd op wat hun verteld werd dat het 'beste' zou zijn. Ze konden te weinig hun eigen weg gaan en begonnen het spelen in de band meer als een verplichting te ervaren. In een interview met Muso's Guide in 2010 zei Johnston dat ze geen spijt hadden van de opheffing van de band. In 2007 werd het livealbum Live at the Annandale Hotel uitgebracht. De bandleden wisten niet dat het concert was opgenomen maar waren wel tevreden over het resultaat.
In 2014 werd Any Other City heruitgegeven voor Record Store Day. Het was de eerste keer dat Any Other City beschikbaar kwam op vinyl in de Verenigde Staten.

## Belang en invloed
In december 2020 begonnen jonge vrouwen het nummer 'The Leanover' te gebruiken in TikTokvideo's waarin ze zich opmaakten, meezongen of zich op andere manieren uitdrukten. Dit soort video's met de muziek ging viraal nadat singer-songwriter beabadoobee een video deelde waarop zij aan het lipsyncen was op het nummer. Als gevolg van de nieuwe belangstelling was een maand later het aantal maandelijkse luisteraars van de band op Spotify gestegen van 30.000 naar 200.000.
Life Without Buildings belandde met hun enige album op diverse lijsten van beste bands of albums van toonaangevende media. Pitchfork plaatste Any Other City op #128 in hun lijst van top 200 albums of the 2000s. Rolling Stone rekende de band tot 40 greatest one-album wonders. Spin nam de band op in hun lijst van 100 greatest bands you've (probably) never heard.

## Discografie
- Any Other City, 2001
- Live at the Annandale Hotel, 2007